# Sint-Catharinakerk (Aalst)

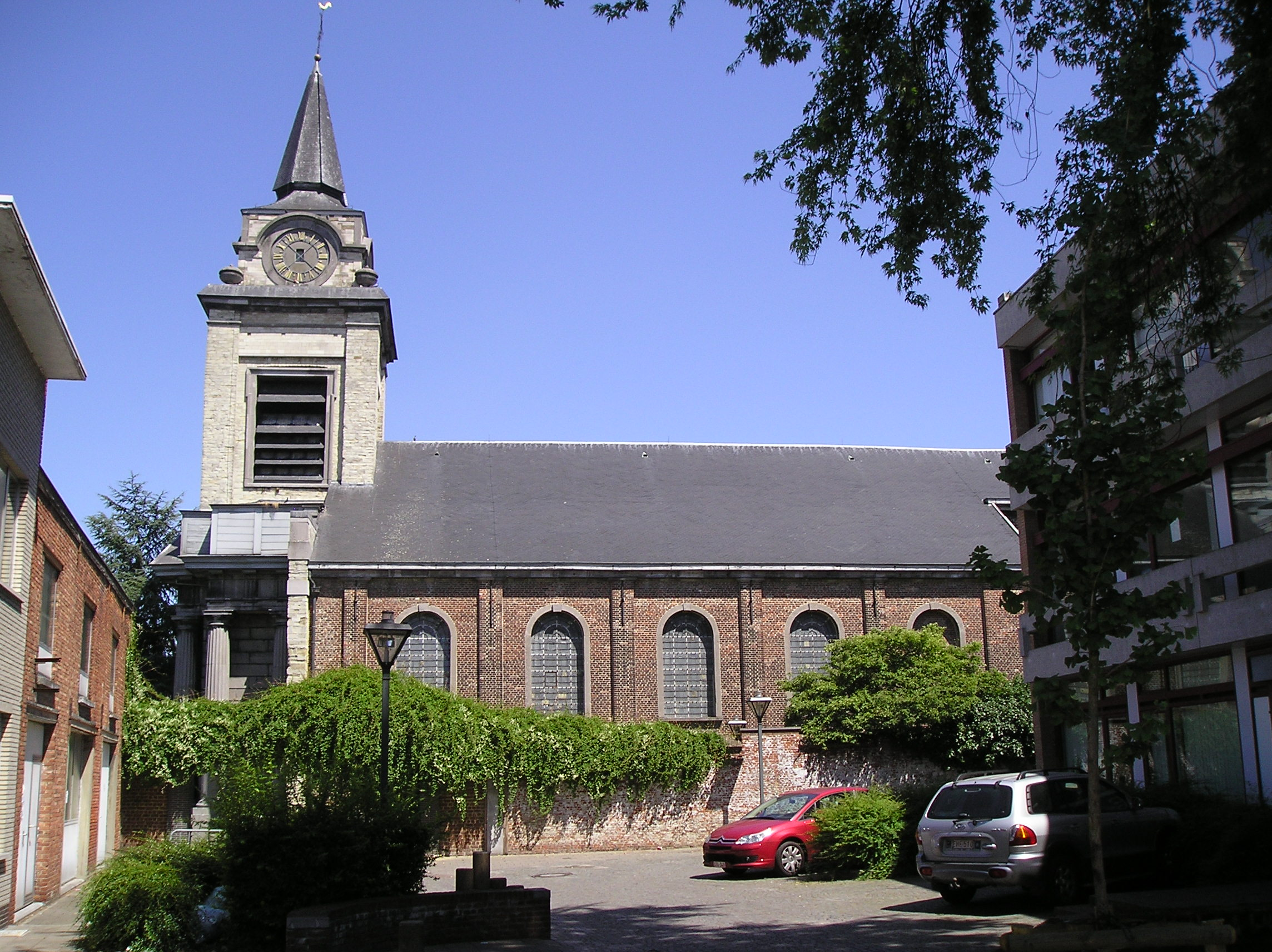
Sint-Catharinakerk

De Sint-Catharinakerk is de voormalige begijnhofkerk van het Begijnhof, gelegen in de Oost-Vlaamse plaats Aalst, gelegen aan Begijnhof 40A.

## Geschiedenis
In 1266 werd de eerste Begijnhofkerk, gewijd aan Sint-Catharina-van-de-Zavel, ingezegend. In 1786 werd deze kerk afgebroken en vervangen door een nieuwe kerk naar ontwerp van Jan De Staercke. Niet veel later werd het Begijnhof opgeheven. De nieuwe kerk werd gebouwd op het terrein van het -door Keizer Jozef II- opgeheven Wilhelmietenklooster. Vanaf 1794 werd de kerk door de Fransen nog gebruikt als Temple de la Loi. In 1801 werd de kerk weer opnieuw als zodanig in gebruik genomen. Ook toen het Begijnhof in de jaren '50 van de 20e eeuw werd afgebroken, bleef de kerk bestaan.

## Gebouw
Het betreft een naar het zuidoosten georiënteerd gebouw in late classicistische stijl, gebouwd in baksteen en Naamse steen, waarvan de laatste als sloopmateriaal van de Wilhelmietenkerk afkomstig was. Vooral de ingangspartij, met zuilen en een driehoekig fronton, doet classicistisch aan.

## Interieur
De kerk bezit een aantal 19e-eeuwse schilderijen. De preekstoel en de biechtstoelen zijn van eind 18e eeuw. Het tabernakel is afkomstig van de voormalige Wilhelmietenkerk. ook zijn er grafstenen uit de 17e en de 2e helft van de 18e eeuw, voornamelijk begijnen betreffende.